# Michel Babatunde
Michael Babatunde (Lagos, 1992. december 24. –) nigériai válogatott labdarúgó, 2022-től az albán Laçi játékosa.

## Pályafutása

### Klubcsapatokban
A Heartland csapata volt az első felnőtt klubja, majd Ukrajnába igazolt 2011-ben a Krivbasz Krivij csapatához. Következő két klubja a Voliny Luck és az FK Dnyipro volt. 2016-ban a Raja Casablanca csapatában lépett pályára. 2016. május 31-én aláírt a katari Qatar SC csapatához.

### A válogatottban
Bekerült a 2011-es U23-as Afrikai nemzetek kupája részt vevő keretbe. A 2013-as konföderációs kupán és a 2014-es labdarúgó-világbajnokságra utazó keretbe is meghívót kapott.